# Norma Blum
Norma Blum (eigentlich Norma de Lacerta Blum anhörenⓘ; * 11. Oktober 1939 in Rio de Janeiro) ist eine brasilianische Schauspielerin.
Norma Blum ist die Tochter des bekannten brasilianischen Fernseh-Professors Robert Blum und der Volksschullehrerin Erika Blum.
Ihre Eltern immigrierten gemeinsam mit ihren Großeltern 1936 von Wien nach Rio de Janeiro.
Schon mit 12 Jahren wurde sie für das Fernsehen entdeckt und war in den Englisch-Stunden auf TV Tupi die Assistentin ihres Vaters. In den 1950ern und 1960ern spielte sie in vielen Serien und Spielfilmen Brasiliens, z. B. A Última Valsa. 1976 wurde sie in der Rolle der unterdrückten Ehefrau Malvina in der Serie Die Sklavin Isaura international bekannt. In der Neuauflage der Serie 2004 wirkte sie wieder mit, diesmal in der Rolle der Gertrudes.
Blum machte während ihrer Schauspielkarriere noch eine Ausbildung als Heilpraktikerin und betreibt neben ihrem Schauspielberuf noch eine heiltherapeutische Praxis.
Sie hat vier Kinder, die in Brasilien leben, und eine jüngere Schwester, die heute mit ihrer Familie in Wien lebt. 